# Ngadirejo (Salaman)
Ngadirejo is een bestuurslaag in het regentschap Magelang van de provincie Midden-Java, Indonesië. Ngadirejo telt 4555 inwoners (volkstelling 2010).